# Малая Черемшанка (деревня)
Малая Черемшанка — деревня в Колыванском районе Новосибирской области. Входит в состав Вьюнского сельсовета.

## География
Площадь деревни — 67 гектаров.

## Население
| 2002 | 2007 | 2010 |
| ---- | ---- | ---- |
| 176  | ↘127 | ↘94  |

## Инфраструктура
В деревне по данным на 2007 год функционируют 1 учреждение здравоохранения и 1 учреждение образования.